# Pieter Aldrich
Pieter Aldrich (Johannesburg, 7 settembre 1965) è un ex tennista sudafricano.

## Carriera
Tennista specializzato nel doppio, in questa disciplina ha infatti vinto nove tornei su un totale di diciannove finali raggiunte. Il suo partner principale negli anni è stato il connazionale Danie Visser.
Il suo anno migliore è stato il 1990, in quella stagione infatti ha centrato ben tre finali nei tornei del Grande Slam vincendone due (Australian Open e US Open) e perdendo quella a Wimbledon con tutti i set finiti al tie-break. Nel luglio dello stesso anno ha raggiunto anche la prima posizione in classifica nel doppio.

## Statistiche

### Singolare

#### Vittorie (1)
| Numero | Anno | Torneo                                     | Superficie | Avversario in finale | Punteggio         |
| 1.     | 1990 | Hall of Fame Tennis Championships, Newport | Erba       | Darren Cahill        | 7-6(10), 1-6, 6-1 |

### Doppio

#### Vittorie (9)
| Legenda                                                       |
| Grande Slam (2)                                               |
| Tennis Masters Cup / ATP World Tour Finals (0)                |
| Masters Series / ATP World Tour Master 1000 (0)               |
| ATP International Series Gold / ATP World Tour 500 Series (1) |
| ATP International Series / ATP World Tour 250 Series (6)      |

| Numero | Anno | Torneo                                          | Superficie  | Compagno     | Avversari in finale                | Punteggio          |
| 1.     | 1988 | U.S. Men's Clay Court Championships, Charleston | Terra rossa | Danie Visser | Jorge Lozano Todd Witsken          | 7–6, 6–3           |
| 2.     | 1989 | RCA Championships, Indianapolis                 | Cemento     | Danie Visser | Peter Doohan Laurie Warder         | 7–6, 7–6           |
| 3.     | 1989 | SAP Open, San Francisco                         | Sintetico   | Danie Visser | Paul Annacone Christo van Rensburg | 6–4, 6–3           |
| 4.     | 1989 | Frankfurt Grand Prix, Francoforte               | Sintetico   | Danie Visser | Kevin Curren Eric Jelen            | 7–6, 6–7, 6–3      |
| 5.     | 1990 | Australian Open, Melbourne                      | Cemento     | Danie Visser | Grant Connell Glenn Michibata      | 6–4, 4–6, 6–1, 6–4 |
| 6.     | 1990 | Mercedes Cup, Stoccarda                         | Terra rossa | Danie Visser | Per Henricsson Nicklas Utgren      | 6–3, 6–4           |
| 7.     | 1990 | U.S. Open, New York                             | Cemento     | Danie Visser | Paul Annacone David Wheaton        | 6–2, 7–6, 6–2      |
| 8.     | 1990 | Berlin Open, Berlino                            | Sintetico   | Danie Visser | Kevin Curren Patrick Galbraith     | 7–6, 7–6           |
| 9.     | 1992 | ATP Johannesburg, Johannesburg                  | Cemento     | Danie Visser | Wayne Ferreira Piet Norval         | 6–4, 6–4           |